# 湯泉地温泉
湯泉地温泉（とうせんじおんせん）は、奈良県吉野郡十津川村（旧国大和国）にある温泉。
十津川村のほぼ中央に位置し、十津川の温泉で最も古い歴史がある。

## 泉質
- 単純硫黄泉
  - 　源泉温度60度。湯は無色透明、やわらかな硫黄臭。源泉掛け流し（季節により加水による湯温調整あり）。[1]
  - 　効能：神経痛、筋肉痛、関節痛、リウマチ、疲労回復、慢性婦人病等。

## 温泉街

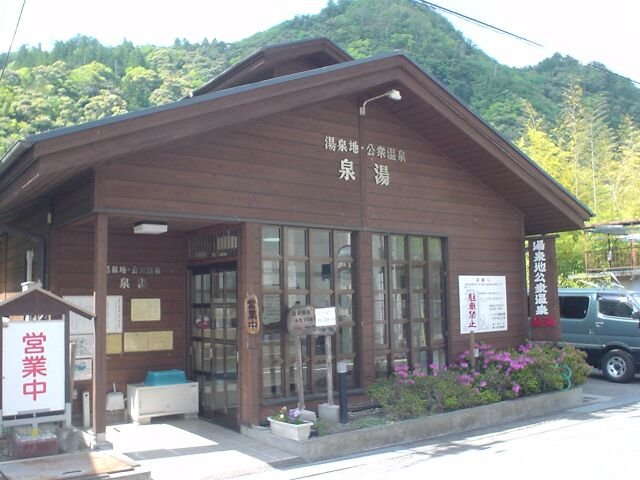
共同浴場 泉湯

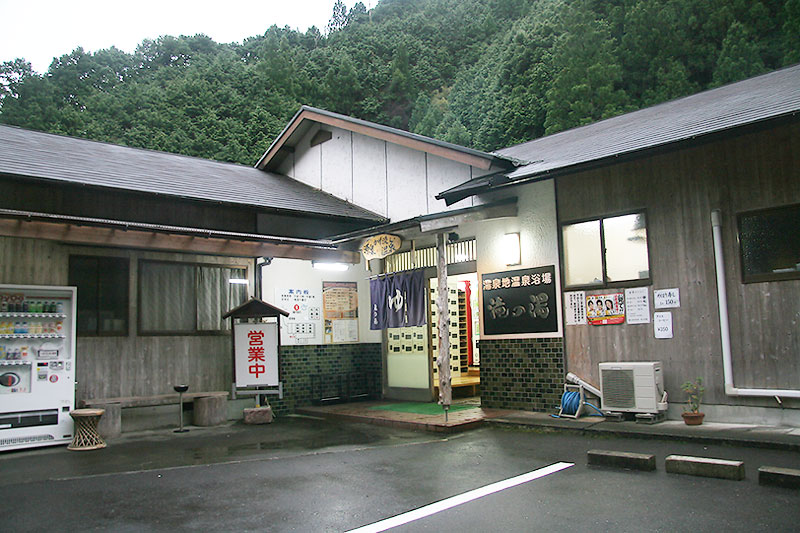
共同浴場 滝の湯

十津川村役場近辺に4軒の旅館、2軒の民宿が存在する。
共同浴場は2軒存在する。泉湯と滝の湯である。いずれも露天風呂と内湯を備えている。
1581年に佐久間信盛が訪れたといわれる日本の名湯100選の内の一つ。

## 歴史
十津川の湯が文献に現れるのは、天文22年（1552年）本願寺8世蓮如末子の実従の湯治（『私心記』）があり、その後も天正9年（1581年）に佐久間信盛（『多聞院日記』）、天正14年（1586年）に顕如上人（『宇野主水記』）、文禄4年（1595年）に大和中納言秀保（『多聞院日記』）が訪れている。信盛、秀保はどちらも療養のため訪れたこの地で亡くなったために十津川の湯が文献に残された。十津川には泉脈も多く湧出地は変わるため前述の十津川の湯が同じ場所とはいいきれないが、1450年に温泉が湧出した（『東泉寺縁起』）という湯泉地付近と推定される。なお当地には佐久間信盛の墓も残る。
かつてこの地には薬師如来を本尊とする東泉寺という寺があった。今も残る『東泉寺縁起』によると、役行者が十津川の流れを分け入ったところにある霊窟で加持祈祷を行ったところ湯薬が湧出し、弘法大師が大峯修行の際に湯谷の深谷に先蹤をたずね薬師如来を造顕した。宝徳2年（1450年）に地震で湯脈が変わり武蔵の里に湧出し、いつしか十津川沿いの現地に移ったとされている。なお湯泉地温泉の名は東泉寺に由来する。
1985年（昭和60年）3月19日、十津川温泉、上湯温泉とともに国民保養温泉地に指定。
2004年（平成16年）6月28日、十津川温泉、上湯温泉を含めた十津川温泉郷は、全国で初めて「源泉かけ流し宣言」を行った。

## アクセス
- 車 : 五條市・新宮市から国道168号 - 「道の駅十津川郷」周辺
- バス : 近鉄大和八木駅、JR五条駅、JR新宮駅より奈良交通（八木新宮線、十津川線） - 「十津川村役場」停留所
  - 車内放送では「十津川村役場(湯泉地温泉前)」として案内される。